# جانغينز
جانغينز يورون هي شركة ألمانية مصنعة لساعات اليد والحائط، كان لدى الشركة أكبر مصنع ساعات مع 3000 موظف في سنة 1903م. تقع الشركة في شرامبرغ، بادن-فورتمبيرغ. 
| رقمية | تناظرية |
| ----- | ------- |
|       |         |

## معرض صور

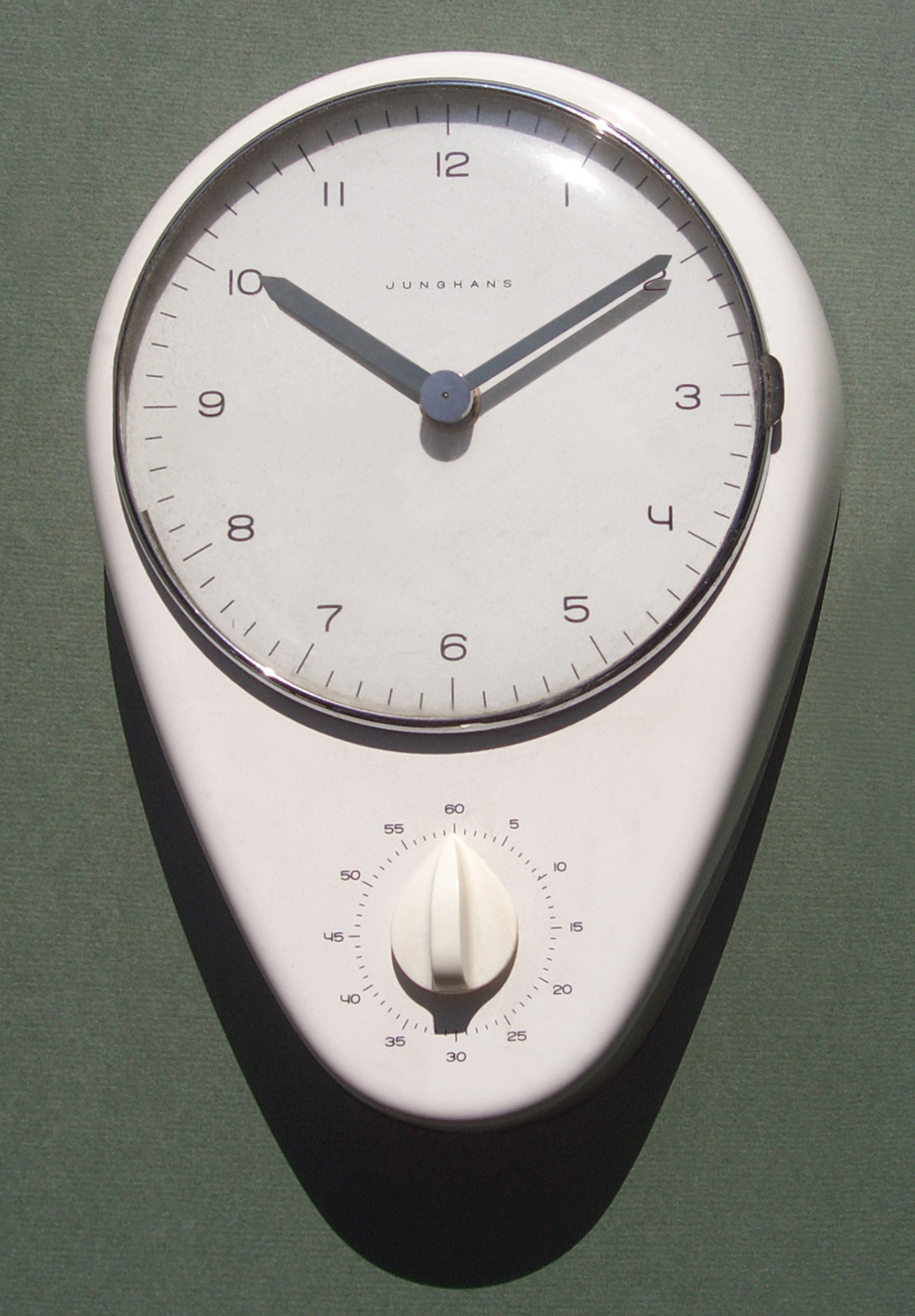
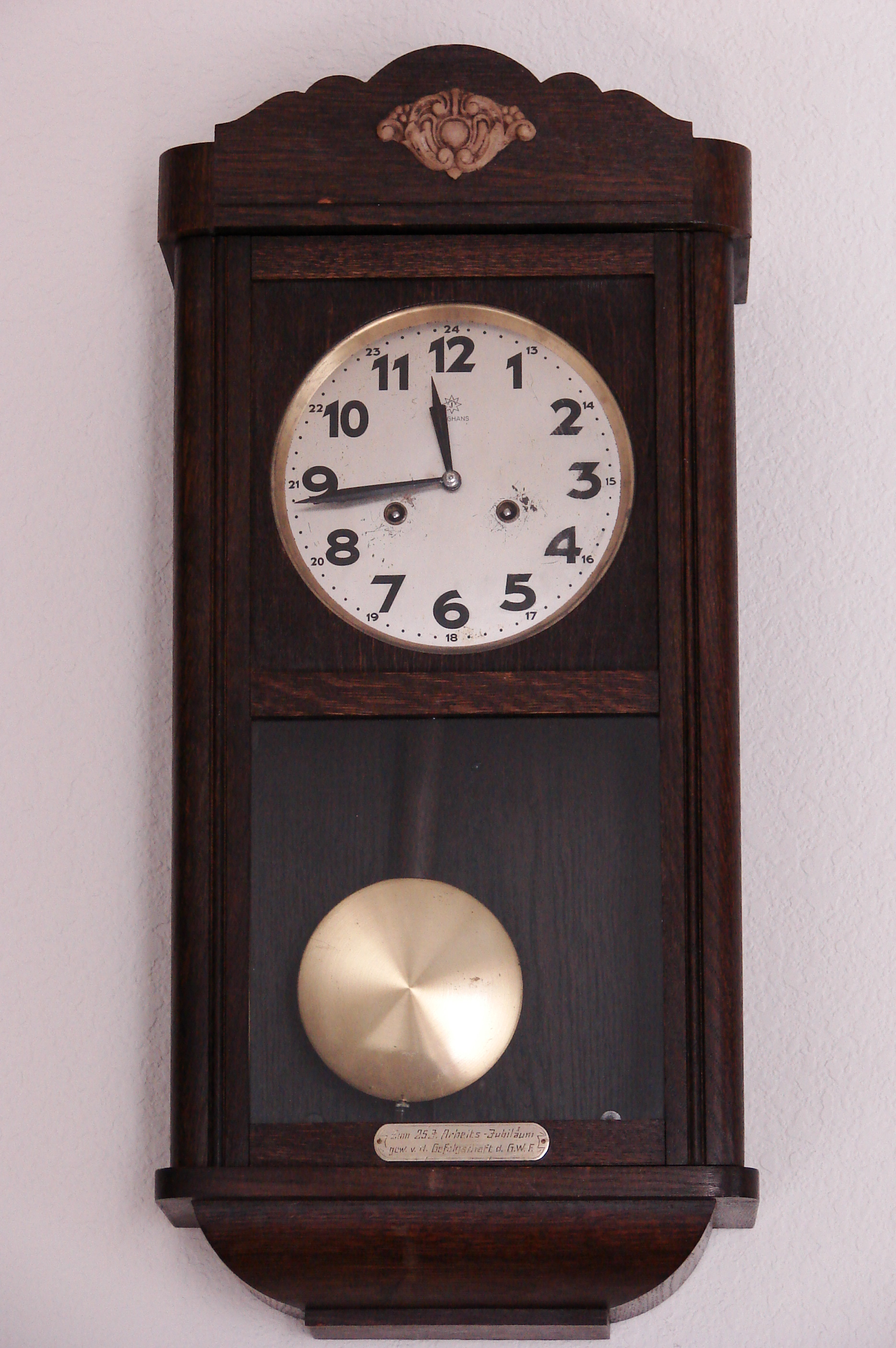
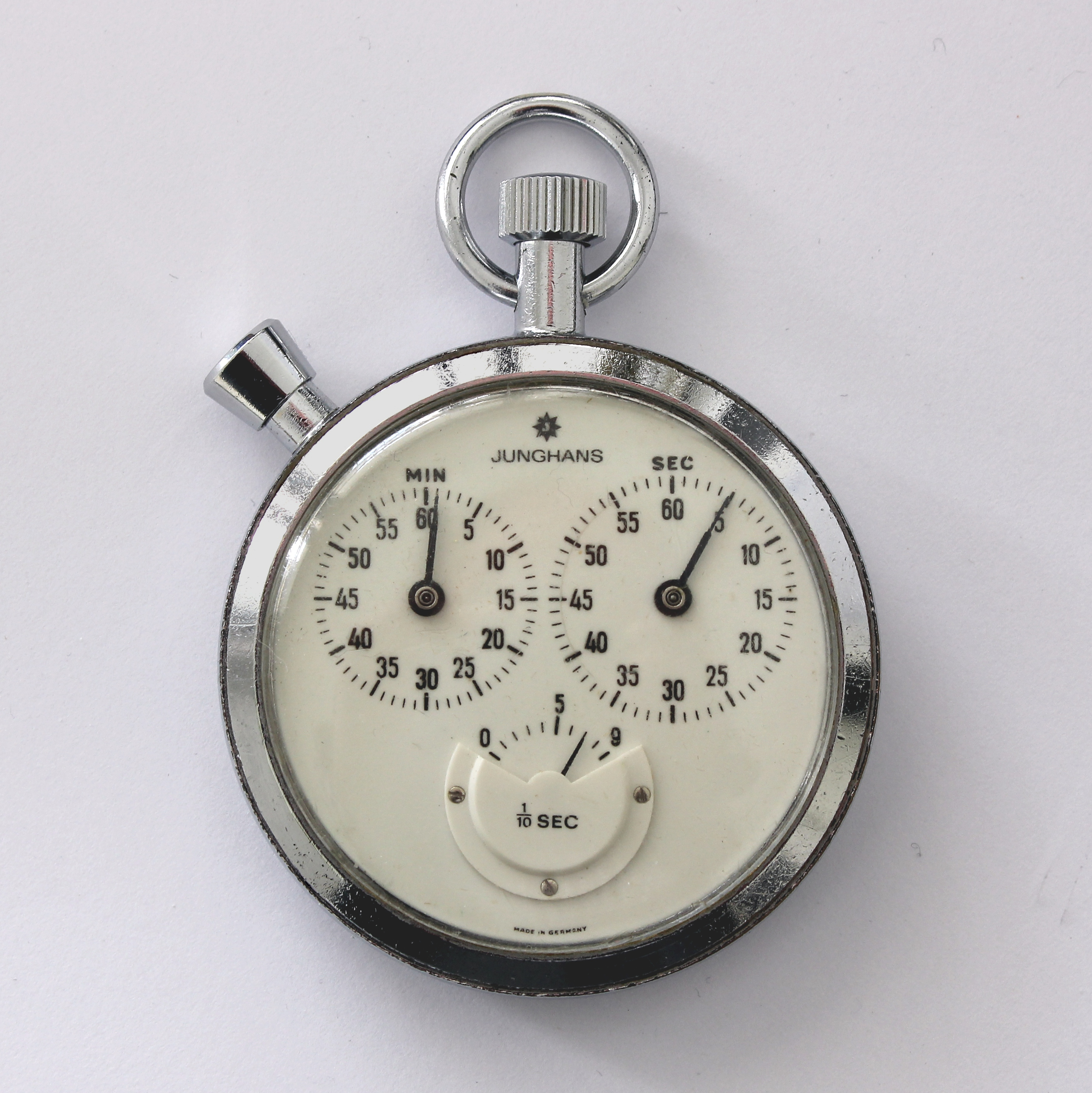